# Valerià Weyler i Nicolau
Valerià Weyler i Nicolau (castellà: Valeriano Weyler y Nicolau)  (Palma, 17 de setembre de 1838 - Madrid, 20 d'octubre de 1930) va ser un noble, polític i militar mallorquí, marquès de Tenerife i duc de Rubí, gran d'Espanya, capità general de Cuba durant la revolta independentista de José Martí i Máximo Gómez. Va ser famós per la seva denostada política de Reconcentració.

## Biografia
Fill del metge militar madrileny Fernando Weyler y Laviña, va cursar estudis castrenses a l'Acadèmia d'Infanteria de Toledo, obtenint la graduació de tinent als vint anys després d'haver viscut en el Reial Col·legi Major de San Bartolomé i Santiago de Granada. Diplomat en Estat Major, és ascendit a comandant amb tan sols 24 anys i destinat a Cuba i posteriorment a Santo Domingo (durant la reversió d'aquesta illa a la sobirania espanyola). En l'última etapa de la seva vida passava llargues estades en la seva finca El Bohío (barraca), en la localitat segoviana de San Rafael, on era visitat pel monarca Alfons XIII que també passava temporades en el proper Palau Reial de La Granja de San Ildefonso. Weyler era un home de molt escassa alçada, pel que sembla feia només 1,52 m, la qual cosa no va ser motiu per minvar la seva carrera doncs es tractava d'un combatent rude amb una gran resistència física.

### La campanya de Santo Domingo
El 16 d'agost de 1861 la República Dominicana sol·licita l'annexió a Espanya, promoguda per Pedro Santana. Fou condecorat amb la Creu Llorejada de Sant Ferran per la seva actuació en l'acció del riu Jaina, a Santo Domingo, on al comandament d'una tropa de 150 homes, va defensar amb èxit la posició durant tres dies contra 500 assaltants, retirant-se finalment sense abandonar morts, ferits ni material.
| «                          | Era aquesta de Santo Domingo una guerra de sorpreses i batalles fugaces i violentes que se succeïen repetidament; el mateix tipus de combats en el qual es veuria embolicat tantes vegades al llarg de la seva vida, a Cuba i Filipines. Va ser doncs en terres dominicanes on va començar a convertir-se en un expert en la peculiar forma de batre's en el mitjà tropical. Calia acceptar que va aprendre aviat i bé aquell ofici. Així, a diferència de la majoria dels homes que van acabar aconseguint els mes alts graus de l'Exèrcit espanyol, gairebé o al mateix temps que ell, molts dels quals eren «africanistes», almenys en part de la seva formació com Martínez Campos, Polavieja, Ahumada, ... i punts altres; per no citar els de la generació precedent: López Domínguez, Caballero de Rodas, Valmaseda, etc.: Weyler fou essencialment «antillanista». | » |
| — Emilio de Diego, pág. 52 | |   |

| «                            | Els esdeveniments es van desenvolupar acceleradament. El 10 d'octubre de 1868 es va iniciar l'alçament i ja el dia 20 els revolucionaris cubans havien pres la ciutat de Bayamo, la segona en importància de la zona oriental de l'illa, on van fundar un govern en armes. El general Blas Villate, comte de Valmaseda, va ser enviat a la regió revoltada per enfrontar el moviment; el seu segon al comandament era el brigadier Valerià Weyler. Es tractava de dos militars derrotats a Santo Domingo on havien après alguna cosa que van conèixer molt bé els ayacuchos: les dificultats de lluitar contra un exèrcit irregular, recolzat pels camperols, que servien a l'enemic d'informants veraços i els subministraven aliments, mentre respecte als soldats d'Espanya actuaven com a desinformadors i evadien tota ajuda. Enfront d'aquest tipus de guerra, les estratègies prussianes de moda a Europa no tenien cap valor. | » |
| — Moreno Fraginals, pàg. 276 | |   |

Tornà a la península Ibèrica, i combaté els carlins durant la Tercera Guerra Carlina. Es distingí en l'acció de Bocairent lluitant contra el general José Santés y Murgui, i en diverses accions. L'any 1878, quan tenia quaranta anys, el nomenaren tinent general.

### Capità general de Canàries
De 1878 a 1883 exerceix com Capità general de Canàries. En aquest període va impulsar la construcció de l'edifici de la Capitania General de Canàries amb seu en Santa Cruz de Tenerife i la construcció del Govern Militar de Las Palmas de Gran Canaria. Li fou atorgat el títol de Marquès de Tenerife. Des de l'any 1883 fins a l'any 1886 fou Capità General de Mallorca.

### Capità general de les Filipines
Nomenat per Reial ordre de 15 de març de 1888, acudeix a un territori extens i de difícils comunicacions, amb règim de monopoli. Fins a la dècada de 1830, l'única comunicació era el galeó de Manila.
| «                           | La presència espanyola en tan llunyanes terres va ser sempre escassa. Amb prou feines unes poques de les seves més de set mil illes van ser ocupades efectivament. Els recursos de l'administració civil i militar no van superar a cap moment, en circumstàncies normals, la xifra d'uns quants centenars de funcionaris i soldats i unes ridícules dotacions pressupostàries. | » |
| — Emilio de Diego, pàg. 144 | |   |

### Capità general de Cuba
Nomenat Capità general de Cuba al febrer de 1896 per Antonio Cánovas del Castillo, va substituir al general Martínez-Campos, amb ordres de resoldre els intents independentistes per la força de les armes. En el breu període que va ocupar aquesta capitania general solament va aconseguir frenar una miqueta la lluita dels independentistes, i el seu major èxit va ser la mort en una escaramussa del líder rebel, lloctinent general Antonio Maceo, però malgrat aquests els "mambises" cubans aquests van seguir sent particularment forts al centre i l'orient de l'illa, on les llargues campanyes d'estiu van destruir les forces espanyoles al són de les malalties i les tàctiques guerrilleres del general Máximo Gómez, cap militar màxim dels independentista, per llavors Weyler va ordenar el tancament forçós de la població rural de l'occident cubà en camps de reconcentració, fet conegut en la història com la Reconcentració de Weyler.
La proclama que donava inici a la reconcentració deia:
| « | 1. Tots els habitants de les zones rurals o de les àrees exteriors a la línia de ciutats fortificades, seran concentrats dins de les ciutats ocupades per les tropes en el termini de vuit dies. Tot aquell que desobeeixi aquesta ordre o que sigui trobat fora de les zones prescrites, serà considerat rebel i jutjat com a tal. 2. Queda absolutament prohibit, sense permís de l'autoritat militar del punt de partida, treure productes alimentaris de les ciutats i traslladar-los a unes altres, per mar o per terra. Els violadors d'aquestes normes seran jutjats i condemnats en qualitat de col·laboradors dels rebels. 3. S'ordena als propietaris de caps de bestiar que les condueixin a les ciutats o els seus voltants, on poden rebre la protecció adequada. | » |

El pla de Weyler, en allunyar als camperols de les seves terres, va provocar la pèrdua de les collites, provocant una fam generalitzada, que unida a les malalties provocades per les pèssimes condicions de salubritat en els camps, van acabar delmant la població. La situació es complicava a mesura que avançava la guerra. Els sofriments i calamitats augmentaven per la irregular forma de vida en barracons, magatzems o refugis abandonats, dormint en patis o a la intempèrie, en condicions higièniques deplorables, i sense prou accés a aliments.
És difícil determinar amb certesa la quantitat de persones reagrupades a conseqüència de les ordres dictades per Weyler. S'estima que per a desembre de 1896 uns quatre-cents mil cubans no combatents es catalogaven com a reconcentrats en llocs escollits o no amb aquest objectiu. Més difícil encara és establir les xifres exactes de morts, però la propaganda antiespanyola estima que entre 750.000 i 1 milió de cubans van morir en els camps de concentració creats per Weyler (impossible atès que la població de Cuba en 1895 era d'1.500.000 habitants). Les fonts més conservadores estableixen la xifra en una mica més de 300.000. Encara abans d'acabada la guerra cubana, els morts caiguts en el camp de batalla, per les malalties i la reconcentració decretada per Weyler, ascendien aproximadament a la tercera part de la població rural de Cuba.
La reconcentració va acabar cap a març de 1898, en pro de la nova política pacifista propiciada pel general Ramón Blanco y Erenas i imposada per les circumstàncies.
| «                                 | Sobre Cuba pesava l'enorme fatiga de gairebé quatre anys de lluita i el cansament acumulat de la Guerra dels Deu Anys, la Guerra Chiquita i la batalla quotidiana de l'exili durant els quinze anys de pau preparant una nova guerra. Sobre els camps cubans desolats per la reconcentració ordenada per Weyler s'havia dut a terme una lluita que va esgotar els recursos espanyols, qui al seu torn van dominar tots els centres urbans fonamentals, fins a la rendició de Santiago de Cuba. Espanya s'havia obligat a mantenir sobre les armes tants soldats com homes cubans en edat militar. Milers d'aquests homes van lluitar en el camp amb les tropes insurrectes que en contínua mobilitat evitaven tota trobada frontal, ja que precisament el seu objectiu era mantenir dividit i dispers l'exèrcit espanyol. D'aquesta forma la guerra s'allargava, però no s'exposava el triomf cubà al resultat d'una sola batalla contra un exèrcit els caps del qual estaven formats en les modernes tècniques militars prussianes. El temps estava a favor de la causa cubana. La famosa frase de Cánovas del Castillo pronunciada poc abans de morir: «Fins a l'últim home, fins a l'última pesseta», era una prova que homes i pessetes s'estaven esgotant a Espanya. La tardana concessió de l'autonomia, no acceptada pels revolucionaris, i minsament imposada a les ciutats, fou també mostra de la feblesa espanyola. Naturalment que lliurar una guerra d'esgotament exigia una altíssima dosi de resistència. | » |
| — Moreno Fraginals, págs. 338–339 | |   |

Va ser retirat de Cuba a l'octubre de 1897, quan Sagasta va substituir l'assassinat Cánovas. Però el mal ja estava fet, i la premsa nord-americana de Hearst i Pulitzer reclamaven a crits la intervenció a Cuba.

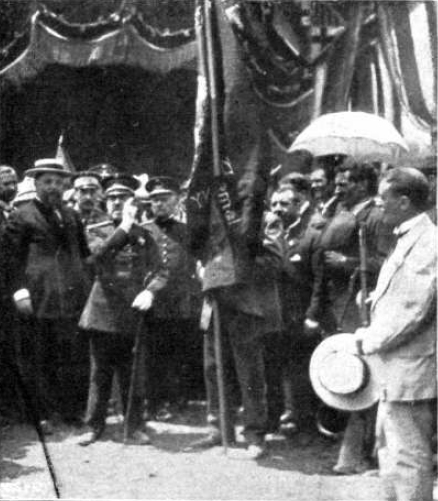
Weyler com a capità general de Catalunya, arengant el sometent de Barberà el 1912.

### Càrrecs posteriors
També fou Capità General de Catalunya des del 1893 fins a l'any 1896. Tornà a ser nomenat capità general de Catalunya el 1909, reprimint amb duresa les protestes i altercats durant la Setmana Tràgica de Barcelona. Deixà el càrrec el 1914, tot i que el tornà a ocupar fugaçment el 1920. Intentà reivindicar la seva actuació amb el seu llibre Mi mando en Cuba (eren cinc volums, 1910-1911).
Fou ministre de Guerra en tres ocasions (1901-1902, 1905, 1906-1907), en una d'elles també fou Ministre de Marina, va ser Senador vitalici per designació real. Weyler va dirigir els escamots de gàngsters d'extrema dreta dem Sindicato Libre carlí, juntament amb els pistolers Eusebio Bertrand Serra i José Bertran Musitu, col·laborant amb Severiano Martínez Anido i Miguel Arlegui en la persecució i repressió del moviment llibertari català. Els gàngsters carlins van assassinar fins a vuit-cents militants cenetistes entre 1919 i 1923. Es va oposar a la dictadura de Primo de Rivera, intervenint en la Sanjuanada contra el Dictador, que el va detenir però no es va atrevir a empresonar-lo, encara que el va condemnar a l'ostracisme i va fer que desaparegués el seu nom dels carrers i places que li havia atorgat distinció (conservant el nom la Plaça Weyler de Tenerife). El 1930 ja propera l'hora de la seva mort, seguia pressionant al rei Alfons XIII perquè destituís Primo de Rivera.

## Estratègies i tàctiques militars
La seva concepció de l'estratègia com a camp específic, unit a les seves originals aportacions en aquesta matèria, el situen a l'altura dels grans tractadistes sobre aquesta matèria.
La concentració de poblacions en llocs determinats, les trochas i altres innovacions, inicialment aplicades durant la Guerra de Secessió. pels generals Sheridan i Hunter quan van devastar completament la vall de Shenandoah i pel també general Sherman en arrasar Geòrgia i Carolina del Sud, foren fidelment copiades i seguides en altres conflictes com Horatio Kitchener en les Guerres Bòer o la Wehrmacht en la Segona Guerra Mundial. La diferència entre aquestes tàctiques estreba que en Amèrica va haver-hi autèntics camps amb bestiar i cultius i no presons de concentració.
Les mesures de repressió del General Weyler contra la població civil foren publicades per la premsa estatunidenca de Pulitzer i Hearst.